# 普里兹伦

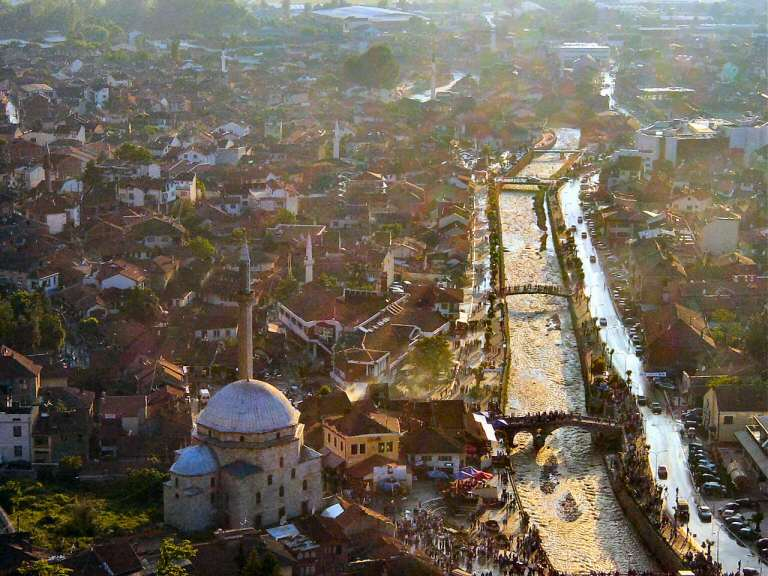
普里茲倫的景色

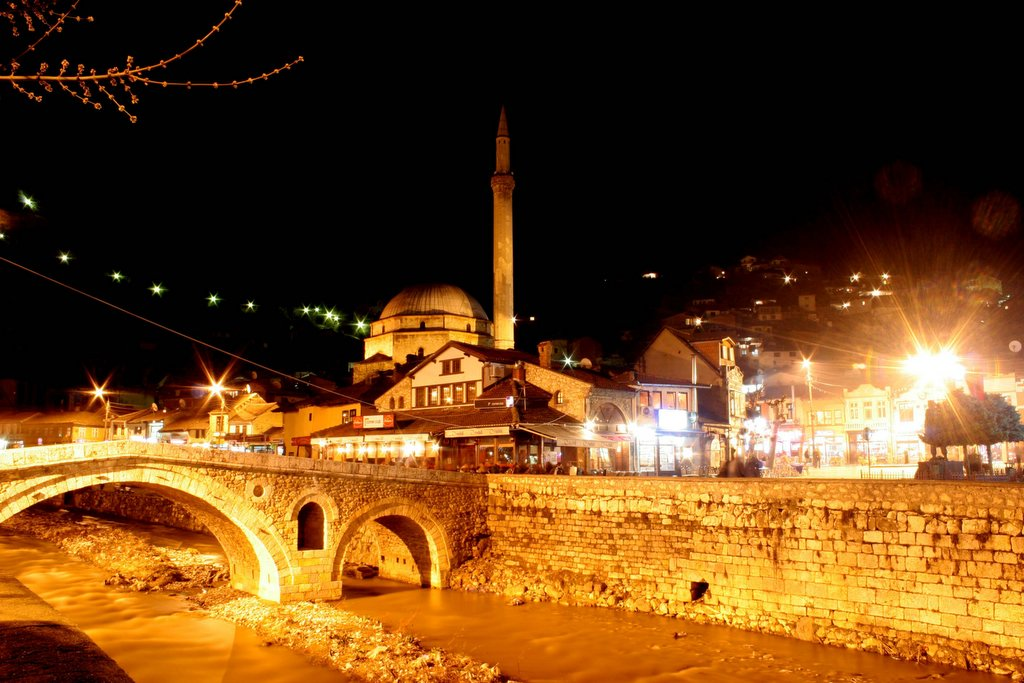
普里茲倫的夜景

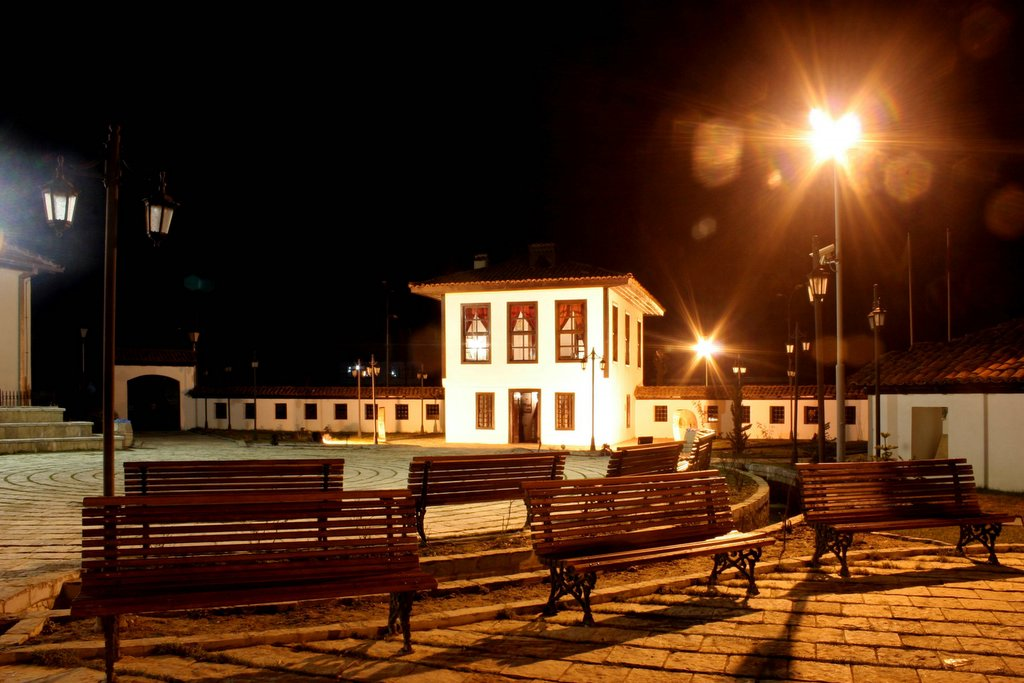
普里茲倫聯盟的建築物

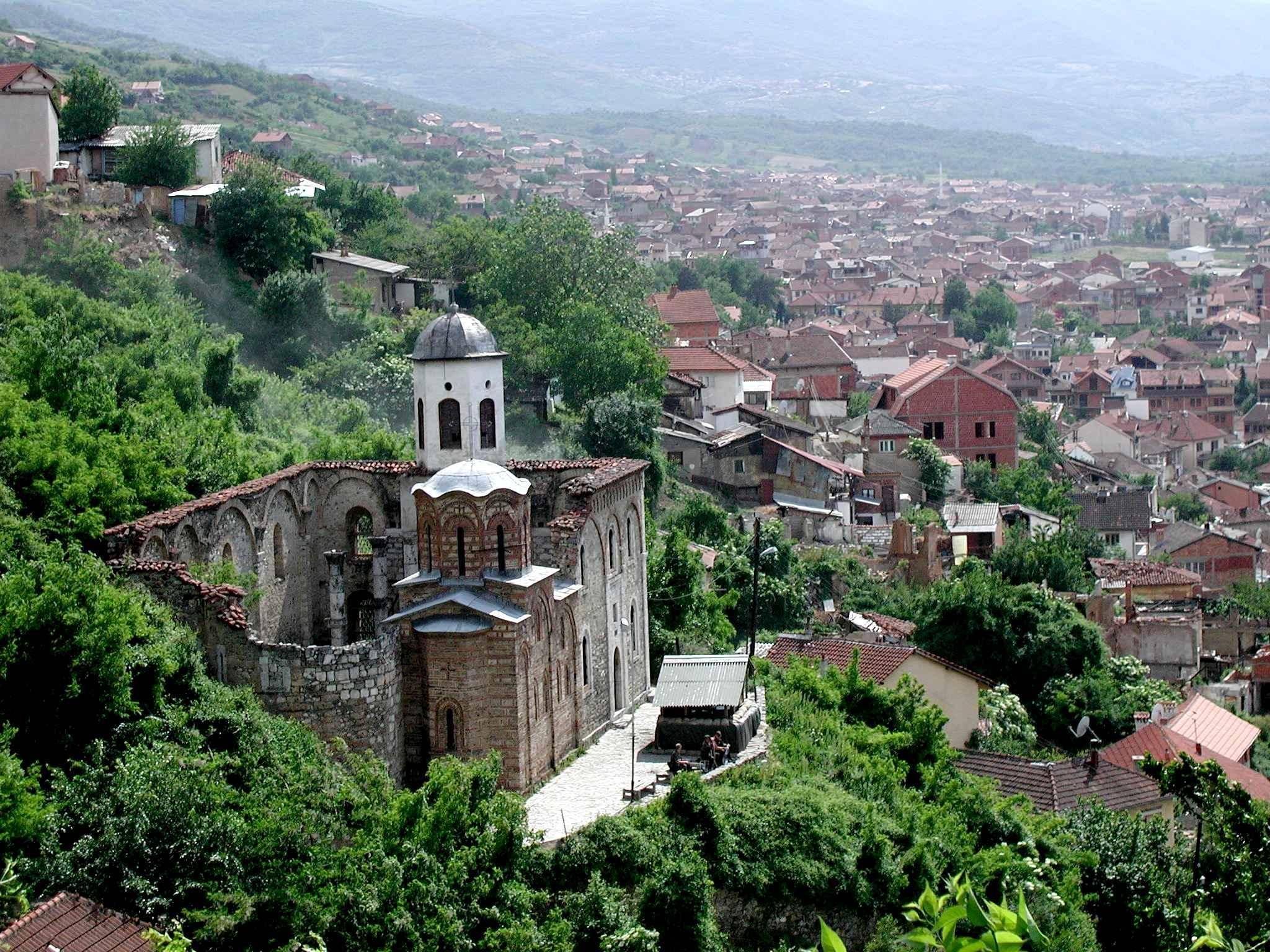
塞爾維亞正教會的教堂

普里茲倫（塞尔维亚语：／），是位於科索沃南部的歷史古城，为同名区及同名市镇的行政中心。據2011年的人口普查，城市的人口約有17.8万，居民幾乎全部都是阿爾巴尼亞族。普里茲倫市镇除了普里茲倫外，還包括了76個村鎮，其人口估計約有22.1万。普里茲倫位於科索沃南部沙爾山脈的北坡。普里兹伦市镇和阿爾巴尼亞及北馬其頓共和國邊境接壤。

## 歷史

### 古代至中世紀
普里茲倫峽谷這個名字可追溯至古代伊利里亞人的時代，而作為都市的歷史則可追溯至古羅馬時代。2世紀時，在托勒密的著作《地理》中，出現了名為「特蘭達」（Theranda）的都市，就是普里茲倫。5世紀時，在普羅科匹厄斯的「De aedificiis」（4卷，4章）中出現了名為Petrizên的城市。
米蘭納·德特利奇在他的著作中指出這些城市的名稱是來自于古代塞爾維亞語的「要塞」一詞（捷克都市布爾諾的舊稱也是如此）。
據艾瑞克·漢普的說法，普里茲倫這個名稱中，「pri」的意思是「要塞、都市」，「Zeranda」是修飾語，兩者合稱即為「普里塞蘭達」（Prizeranda）。
至830年代為止，普里茲倫都屬於保加利亞帝國。1018年，沙皇保加利亚的萨缪尔死後，隨著保加利亞帝國被東羅馬帝國呑并，在這裡設置了軍管區，在普里茲倫創建了主教座。
1072年，因格奧爾基·沃爾特之亂，普里茲倫被格奧爾基·沃爾特統治。沃爾特的軍隊曾和塞爾維亞人領主合流。但隨著東羅馬帝國軍隊的攻擊，其勢力在1073年崩潰，普里茲倫再次被東羅馬統治。
1189年，在東羅馬帝國和十字軍交戰正激時，普里茲倫被叛變東羅馬帝國的塞爾維亞大公斯特凡·尼曼雅一世佔領，1191年又第三次被東羅馬帝國統治。1204年，又被保加利亞帝國統治。直到1208年塞爾維亞人國王，尼曼亞王朝的斯特凡·尼曼伊奇佔領之前，普里茲倫在因皇位繼承而持續內亂的保加利亞帝國都是卡羅揚·阿森的外甥博利爾統治。1306年，塞爾維亞國王斯特凡·烏羅什二世在普里茲倫開始興建利耶維斯的聖母修道院，普里茲倫是塞爾維亞正教會的主教座。自1346年斯特凡·烏羅什四世加冕為皇帝，普里茲倫地區都是塞爾維亞帝國的宮廷所在地，發揮了政治中心的功能。塞爾維亞皇帝在1343年至1352年的9年期間，在普里茲倫附近修建了「聖大天使修道院」。普里茲倫近郊的利比尼克建設了國王的宮殿。普里茲倫有了「塞爾維亞的君士坦丁堡」之稱，成為交易和產業的要地。作為絲綢生產的中心，市內還有科托爾和拉古薩共和國的商人聚居區。14世紀的普里茲倫設有拉古薩的領事館。
在1360年代，普里茲倫是共同統治塞爾維亞的Mrnjavčević 家的塞爾維亞國王Uglješa Mrnjavčević的統治地。隨著塞爾維亞王國的崩潰，1372年，普里茲倫被澤塔公國的支配者巴爾西奇家杜拉一世的領地包圍。隨著拉薩雷維奇家再次統一塞爾維亞，曾臣服于拉札爾的布蘭科維奇家的福克·布蘭科維奇成為普里茲倫的統治者。振興拉薩雷維奇家的英雄王子拉扎爾在普里茲倫接受過教育。1389年，在科索沃戰役中勝利的奧斯曼帝國侵入科索沃後，拉扎爾之子斯特凡·拉薩雷維奇投降奧斯曼帝國成為奧斯曼帝國臣下，普里茲倫成為斯特凡拉薩雷維奇的領地。
在蘇萊曼一世的擴張政策之下，奧斯曼帝國在1545年奪取普里茲倫之後，將其劃入魯米利亞的一部份。普里茲倫因為位於奧斯曼帝國內南北和東西商路的交匯要點，擁有優越的地理條件，作為商業都市十分繁榮。普里茲倫是奧斯曼帝國科索沃州屈指可數的大都市。而普里茲倫的居民也發生變化，由塞爾維亞人正教徒改為自西南和附近流入的阿爾巴尼亞人移民。

### 近代
19世紀的普里茲倫是奧斯曼帝國的科索沃州的文化和知識中心。穆斯林是主要的居民。1857年時，達人口的70%以上。普里茲倫是阿爾巴尼亞文化最大的中心，對阿爾巴尼亞裔科索沃人來說是政治、文化和地理上的首都。1871年，在普里茲倫開始了塞爾維亞語的長期講座，古代塞爾維亞的領域和塞爾維亞公國之間的關係被廣為討論。在19世紀，普里茲倫是阿爾巴尼亞民族主義的焦點，自1878年組建普里茲倫聯盟開始，摸索阿爾巴尼亞人國家統一和自奧斯曼帝國獨立的民族運動開始興盛。

### 20世紀
巴爾幹戰爭期間，普里茲倫遭到了塞爾維亞軍隊的包圍攻擊，被劃入塞爾維亞王國。塞爾維亞軍隊遇到了市民的一些抵抗，并對此展開報復。英國旅行者伊迪斯·杜哈姆曾試圖探訪佔領之後的普里茲倫但受到當局的阻止。其他外國人也是如此。黑山王國的軍隊在普里茲倫治安安定之前，曾一度對普里茲倫進行交通封鎖。然而也有很少的一些人得以逃出封鎖網，其中就有當時是記者的俄羅斯革命家列夫·托洛茨基。他將阿爾巴尼亞人屠殺的消息廣為傳播。
在第一次世界大戰時，隨著1915年奧匈帝國軍隊開始侵略塞爾維亞王國，普里茲倫也被中央同盟國的軍隊佔領。塞爾維亞軍隊在1918年10月驅逐出了中央同盟國的軍隊，奪回了黑山的宗主權。1918年底時，南斯拉夫王國建國，普里茲倫也被劃入其中，屬發達河省。 在第二次世界大戰中的1941年，意大利和阿爾巴尼亞的軍隊佔領普里茲倫，直到戰爭結束為止普里茲倫都處於意大利扶植的阿爾巴尼亞傀儡政權的控制。1944年，南斯拉夫共產主義者同盟解放了普里茲倫。普里茲倫被劃南斯拉夫聯邦人民共和國的塞爾維亞人民共和國的科索沃和梅托希亞自治区。按照憲法，科索沃被定義為南斯拉夫加盟共和國塞爾維亞人民共和國的自治區。
雖然塞爾維亞重新統治普里茲倫相當時間，普里茲倫和其西边的代查尼地區仍是阿爾巴尼亞民族主義的中心。1956年，南斯拉夫聯邦的秘密警察稱有9名阿爾巴尼亞裔科索沃人是恩維爾·霍查率領的阿爾巴尼亞共產黨的間諜并起訴了他們、這場訴訟後來擴散到了法庭之外，之後又有數名南斯拉夫社會主義領導者被起訴。9名被告全部被判有罪并被判處長期徒刑。1963年，又被宣佈無罪并釋放，之前的判決被推翻。
科索沃在1974年的新憲法實施后改名為科索沃社會主義自治省，雖然屬於塞爾維亞社會主義共和國，然而擁有和南斯拉夫內各社會主義共和國相同的權限。這種體制在1989年東歐革命之後消失，1990年科索沃的自治權再次縮小。

### 科索沃戰爭和普里茲倫
普里茲倫市區隨著在1998年至1999年期間的科索沃戰爭中並未受到太大損害，其行政區內其他的地區則受到相當的影響。據歐洲安全保障合作組織的數據，戰爭前行政區內人口中78%是阿爾巴尼亞人，5%是塞爾維亞人，其他民族有17%。在戰爭期間，幾乎所有阿爾巴尼亞人都被強制或因恐怖而離開普里茲倫市區避難。
戰爭結束后的1999年6月，大多數阿爾巴尼亞人都回到了城市。塞爾維亞人人和少數派的羅姆人感到危險都逃出了城市。據OSCE的數據，10月為止97%的塞爾維亞人和60%的羅姆人都離開了普里茲倫。而有相當數量的土耳其人和阿什卡利（自稱為阿爾巴尼亞羅姆人）及波斯尼亞人（含馬其頓裔穆斯林）居住在普里茲倫市區和附近村莊，包括斯雷德斯卡、馬穆沙以及戈拉地區。
在科索沃戰爭中，北約對普里茲倫附近的軍隊和保安部隊據點進行了有限的空襲，并造成一定的損害。塞爾維亞軍隊破壞了位於普里茲倫的阿爾巴尼亞人的重要文化遺產普里茲倫聯盟的建築物。作為對阿爾巴尼亞人的宗教性侮辱，還有組織地破壞了清真寺。在2004年3月17日的2004年的反塞爾維亞人暴動中，塞爾維亞人文化遺產，建於1307年的塞爾維亞正教會的利耶維斯的聖母修道院被破壞，救世主教會、聖喬治教會（市內最大的教會建筑物）、蘭傑維克的聖喬治教堂、圣尼古拉教堂、聖大天使修道院等普里茲倫的禮拜所、地方教會人士的住宅都被阿爾巴尼亞人報復破壞。

## 今日的普里茲倫
雖然市區內已經只剩很少的塞爾維亞人，普里茲倫仍然極具文化和民族多樣性。除了科索沃最大的民族阿爾巴尼亞人之外，少數派波斯尼亞人、土耳其人、羅姆人也在此居住。另外，普里茲倫還有科索沃國內規模較大的塞爾維亞人村莊、被保護的集體住宅。普里茲倫的土耳其人社區有著巨大的影響力，即使是非土耳其人有時也會使用土耳其語。

## 經濟
長期以來，科索沃經濟的基礎都是通過西歐大量科索沃移民寄往國內的資金維持的零售業。民間企業大多規模較小，食品加工業在緩慢發展。科索沃和其他國家一樣，經濟規模較小，並且面臨民間企業發展困難的問題。由於教育不夠發達，關於金融的基本經驗嚴重不足。因此也使得科索沃更難確保外國的投資，由於缺乏資金，數個企業和共產都被迫關閉。而經濟的低迷也導致製造業、金融經濟的活力、失業和貧困的問題。
普里茲倫有較多餐館和小規模的店鋪。市區內最近開業了大規模零售店鋪。市區內有8個大市場。小賣亭內也有銷售各種商品。雖然表面上看普里茲倫的經濟比較繁榮，然而難民的問題給地方經濟帶來了很大的影響。市場的飽和、高失業率和國外匯款的減少都不是好的經濟指標。普里茲倫附近的三個存在各有自己的農民協會。大多數畜産業和農産品都是面向內部，並非面向市場，並且規模較小。
普里茲倫有五個銀行的支行，設有MEB、Raiffeisen Bank、Nlb Bank、Teb Bank、BPK的支行。

## 氣候
| Prizren                                              | Prizren       | Prizren      | Prizren      | Prizren     | Prizren     | Prizren      | Prizren      | Prizren      | Prizren     | Prizren     | Prizren     | Prizren     | Prizren       |
| 月份                                                 | 1月           | 2月          | 3月          | 4月         | 5月         | 6月          | 7月          | 8月          | 9月         | 10月        | 11月        | 12月        | 全年          |
| ---------------------------------------------------- | ------------- | ------------ | ------------ | ----------- | ----------- | ------------ | ------------ | ------------ | ----------- | ----------- | ----------- | ----------- | ------------- |
| 历史最高温 °C（°F）                                  | 20.2 (68.4)   | 22.4 (72.3)  | 26.0 (78.8)  | 31.3 (88.3) | 33.8 (92.8) | 40.6 (105.1) | 40.8 (105.4) | 37.3 (99.1)  | 35.8 (96.4) | 31.4 (88.5) | 25.6 (78.1) | 23.7 (74.7) | 40.8 (105.4)  |
| 平均高温 °C（°F）                                    | 3.3 (37.9)    | 6.8 (44.2)   | 11.9 (53.4)  | 17.2 (63.0) | 22.5 (72.5) | 26.0 (78.8)  | 28.5 (83.3)  | 28.3 (82.9)  | 24.5 (76.1) | 18.0 (64.4) | 11.1 (52.0) | 5.0 (41.0)  | 16.9 (62.4)   |
| 日均气温 °C（°F）                                    | 0.0 (32.0)    | 2.8 (37.0)   | 7.1 (44.8)   | 11.9 (53.4) | 16.8 (62.2) | 20.2 (68.4)  | 22.2 (72.0)  | 21.8 (71.2)  | 18.1 (64.6) | 12.3 (54.1) | 6.9 (44.4)  | 1.8 (35.2)  | 11.8 (53.2)   |
| 平均低温 °C（°F）                                    | −3.0 (26.6)   | −0.6 (30.9)  | 2.7 (36.9)   | 6.9 (44.4)  | 11.3 (52.3) | 14.4 (57.9)  | 15.8 (60.4)  | 15.4 (59.7)  | 12.1 (53.8) | 7.3 (45.1)  | 3.2 (37.8)  | −1.0 (30.2) | 7.1 (44.8)    |
| 历史最低温 °C（°F）                                  | −23.6 (−10.5) | −19.1 (−2.4) | −11.7 (10.9) | −2.6 (27.3) | −0.4 (31.3) | 3.8 (38.8)   | 7.3 (45.1)   | 7.0 (44.6)   | −0.8 (30.6) | −4.3 (24.3) | −12.6 (9.3) | −17.4 (0.7) | −23.6 (−10.5) |
| 平均降水量 mm（）                                    | 76.2 (3.00)   | 54.1 (2.13)  | 63.5 (2.50)  | 61.1 (2.41) | 66.7 (2.63) | 69.7 (2.74)  | 58.6 (2.31)  | 127.4 (5.02) | 58.2 (2.29) | 55.1 (2.17) | 88.3 (3.48) | 81.1 (3.19) | 860.0 (33.86) |
| 平均降水天数（≥ 0.1 mm）                             | 12.8          | 12.1         | 12.1         | 12.8        | 12.3        | 11.6         | 8.9          | 7.5          | 8.1         | 9.3         | 12.6        | 13.5        | 133.6         |
| 平均相對濕度（％）                                   | 81            | 75           | 68           | 64          | 64          | 61           | 58           | 59           | 67          | 74          | 79          | 82          | 69            |
| 月均日照時數                                         | 100.2         | 92.0         | 139.4        | 176.2       | 224.5       | 290.7        | 300.8        | 285.7        | 220.7       | 163.4       | 89.7        | 54.1        | 2,137.4       |
| 来源：Republic Hydrometeorological Service of Serbia |               |              |              |             |             |              |              |              |             |             |             |             |               |

## 民族
| 民族構成 |              |      |            |      |            |      |          |      |        |     |       |      |         |
| 年 | 阿爾巴尼亞人 | %    | 波斯尼亞人 | %    | 塞爾維亞人 | %    | 土耳其人 | %    | 羅姆人 | %   | 其他  | %    | 合計    |
| 1991年人口普查 | 132,591      | 75.6 | 19,423     | 11.1 | 10,950     | 6.2  | 7,227    | 4.1  | 3,96 3 | 2.3 | 1,259 | 0.7  | 175,413 |
| 1998年 | n/a          | n/a  | 38,500     | n/a  | 8,839      | n/a  | 12,250   | n/a  | 4,500  | n/a | n/a   | n/a  | n/a     |
| 2000年1月 | 181,531      | 76.9 | 37,500     | 15.9 | 258        | 0.1  | 12,250   | 5.2  | 4,500  | 1.9 | n/a   | n/a  | 236,000 |
| 2001年3月 | 181,748      | 81.9 | 22,000     | 9.9  | 252        | 0.1  | 12,250   | 5.5  | 5,424  | 2.4 | n/a   | n/a  | 221,674 |
| 2002年5月 | 182,000      | 79.6 | 29,369     | 12.8 | 197        | 0.09 | 11,965   | 5.2  | 4,400  | 1.9 | 550   | 0.25 | 228,481 |
| 2002年12月 | 180,176      | 68.4 | 0.0        | 0.0  | 0          | 0.0  | 41,198   | 31.6 | 0      | 0.0 | n/a   | n/a  | 221,374 |
| 出處: 南斯拉夫人口普查（1991年為止）。普里茲倫的UNHCR進行的少數民族調査（1998年、2000年1月）。 OSCE2000年非官方估計（2000年1月-3月）。德國軍隊KFOR、UNHCR、IOM在2001年3月的估計。2002年5月的數字是聯合國、UNHCR、KFOR、OSCE共同的估計。2002年12月的數字是當地政府的調査。均為估計。2002年12月的統計中，波斯尼亞人被算入土耳其人 Ref: OSCE .pdf （页面存档备份，存于） |              |      |            |      |            |      |          |      |        |     |       |      |         |

## 參閱
- 普里茲倫聯盟

## 外部連結
- 普里兹伦市镇官方网站 （页面存档备份，存于） （阿爾巴尼亞文）
- KFOR NATO forces in Kosovo （页面存档备份，存于）
- Prizren pictures through time[永久]